# Grand Prix Japonska 2002
Grand Prix Japonska 2002 (XXVIII Fuji Television Japanese Grand Prix), byl 17. závod 53. ročníku mistrovství světa jezdců Formule 1 a 44. ročníku poháru konstruktérů, historicky již 697. grand prix, se již tradičně odehrála na okruhu v Suzuce.

## Výsledky

### Kvalifikace
| Pořadí | Číslo | Jezdec               | Tým              | Čas      | Odstup |
| ------ | ----- | -------------------- | ---------------- | -------- | ------ |
| 1      | 1     | Michael Schumacher   | Ferrari          | 1:31.317 |        |
| 2      | 2     | Rubens Barrichello   | Ferrari          | 1:31.749 | +0.432 |
| 3      | 3     | David Coulthard      | McLaren-Mercedes | 1:32.088 | +0.771 |
| 4      | 4     | Kimi Räikkönen       | McLaren-Mercedes | 1:32.197 | +0.880 |
| 5      | 5     | Ralf Schumacher      | Williams-BMW     | 1:32.444 | +1.127 |
| 6      | 6     | Juan Pablo Montoya   | Williams-BMW     | 1:32.507 | +1.190 |
| 7      | 10    | Takuma Sato          | Jordan-Honda     | 1:33.090 | +1.773 |
| 8      | 9     | Giancarlo Fisichella | Jordan-Honda     | 1:33.276 | +1.959 |
| 9      | 11    | Jacques Villeneuve   | BAR-Honda        | 1:33.349 | +2.032 |
| 10     | 15    | Jenson Button        | Renault          | 1:33.429 | +2.112 |
| 11     | 14    | Jarno Trulli         | Renault          | 1:33.547 | +2.230 |
| 12     | 7     | Nick Heidfeld        | Sauber-Petronas  | 1:33.553 | +2.236 |
| 13     | 24    | Mika Salo            | Toyota           | 1:33.742 | +2.425 |
| 14     | 16    | Eddie Irvine         | Jaguar-Cosworth  | 1:33.915 | +2.598 |
| 15     | 8     | Felipe Massa         | Sauber-Petronas  | 1:33.979 | +2.662 |
| 16     | 12    | Olivier Panis        | BAR-Honda        | 1:34.192 | +2.875 |
| 17     | 17    | Pedro de la Rosa     | Jaguar-Cosworth  | 1:34.227 | +2.910 |
| 18     | 25    | Allan McNish         | Toyota           | 1:35.191 | +3.874 |
| 19     | 23    | Mark Webber          | Minardi-Asiatech | 1:35.958 | +4.641 |
| 20     | 22    | Alex Yoong           | Minardi-Asiatech | 1:36.267 | +4.950 |

### Závod
| Pořadí | Číslo | Jezdec               | Tým              | Kola | Čas/odstoupení | Start | Body |
| ------ | ----- | -------------------- | ---------------- | ---- | -------------- | ----- | ---- |
| 1      | 1     | Michael Schumacher   | Ferrari          | 53   | 1:26:59.698    | 1     | 10   |
| 2      | 2     | Rubens Barrichello   | Ferrari          | 53   | +0.506         | 2     | 6    |
| 3      | 4     | Kimi Räikkönen       | McLaren-Mercedes | 53   | +23.292        | 4     | 4    |
| 4      | 6     | Juan Pablo Montoya   | Williams-BMW     | 53   | +36.275        | 6     | 3    |
| 5      | 10    | Takuma Sato          | Jordan-Honda     | 53   | +1:22.694      | 7     | 2    |
| 6      | 15    | Jenson Button        | Renault          | 52   | +1 kolo        | 10    | 1    |
| 7      | 7     | Nick Heidfeld        | Sauber-Petronas  | 52   | +1 kolo        | 12    |      |
| 8      | 24    | Mika Salo            | Toyota           | 52   | +1 kolo        | 13    |      |
| 9      | 16    | Eddie Irvine         | Jaguar-Cosworth  | 52   | +1 kolo        | 14    |      |
| 10     | 23    | Mark Webber          | Minardi-Asiatech | 51   | +2 kola        | 19    |      |
| 11     | 5     | Ralf Schumacher      | Williams-BMW     | 48   | Motor          | 5     |      |
| Ret    | 17    | Pedro de la Rosa     | Jaguar-Cosworth  | 39   | Převodovka     | 17    |      |
| Ret    | 9     | Giancarlo Fisichella | Jordan-Honda     | 37   | Motor          | 8     |      |
| Ret    | 14    | Jarno Trulli         | Renault          | 32   | Mechanika      | 11    |      |
| Ret    | 11    | Jacques Villeneuve   | BAR-Honda        | 27   | Motor          | 9     |      |
| Ret    | 22    | Alex Yoong           | Minardi-Asiatech | 14   | Nehoda         | 20    |      |
| Ret    | 12    | Olivier Panis        | BAR-Honda        | 8    | Mechanika      | 16    |      |
| Ret    | 3     | David Coulthard      | McLaren-Mercedes | 7    | Plynový pedál  | 3     |      |
| Ret    | 8     | Felipe Massa         | Sauber-Petronas  | 3    | Nehoda         | 15    |      |
| DNS    | 25    | Allan McNish         | Toyota           | -    | Zraněný        | 18    |      |

## Konečné pořadí šampionátu
Pohár jezdců
| Pořadí | Jezdec             | Body |
| ------ | ------------------ | ---- |
| 1      | Michael Schumacher | 144  |
| 2      | Rubens Barrichello | 77   |
| 3      | Juan Pablo Montoya | 50   |
| 4      | Ralf Schumacher    | 42   |
| 5      | David Coulthard    | 41   |

Pohár konstruktérů
| Pořadí | Tým              | Body |
| ------ | ---------------- | ---- |
| 1      | Ferrari          | 221  |
| 2      | Williams-BMW     | 92   |
| 3      | McLaren-Mercedes | 65   |
| 4      | Renault          | 23   |
| 5      | Sauber-Petronas  | 11   |